# 吴齐
吴齐（1949年—），男，汉族，山东蓬莱人，中华人民共和国政治人物，中国共产党党员，曾任江苏省军区政委和上海警备区政委、第十一届全国人民代表大会上海地区代表。

## 生平
吴齐毕业于安徽师范大学史政专业。2008年起担任全国人大代表。
2009年，任国家体育总局党组成员、纪检组长。现任中华全国体育基金会理事长。